# ام-۱۸ دورمادر
ام-۱۸ دورمادر (به انگلیسی: PZL-Mielec_M-18_Dromader) یک هواگرد از نوع ترابری ساخت شرکت PZL-Mielec است. هواگرد ام-۱۸ دورمادر نخستین پروازش را در ۲۷ اوت ۱۹۷۶ میلادی انجام داد. در مجموع، تعداد ۷۵۹+ فروند از این هواگرد ساخته شده‌است.